# Blagaj na Sani
Blagaj na Sani je utvrđeni grad u BiH. Nalazio se na ponad rijeke Sane, kod Hrvatskog Blagaja. Podigli su ga knezovi Babonići, Babo Babonić 1240. godine. Prema drugim izvorima, grad je nastao početkom 14. stoljeća. 
Blagaj je bio zavičajni grad jedne grane knezova Babonića, po kojem su dobili naziv Blagajski. Osmanska osvajanja Hrvatske zatekla su grad u 16. stoljeću. 
Prvo osmansko zauzimanje bilo je 1512. godine. Osmanlije su ga konačno okupirale 1540. godine. U gradu su držale vojnu posadu. Uz gradnju sanskog Blagaja povezana je gradnja Blagaja na Korani, koji su sagradili Babonići na slobodnom hrvatskom teritoriju. Poslije pada sanskog Blagaja, knezovi Blagajski su kod zagrebačkog kaptola i kralja isposlovali povelju o povratku okupiranih imanja nakon oslobođenja Hrvatske od Turaka. Povratkom Blagaja pod kršćansku vlast kraljevo obećanje nije ispunjeno.
Sanski Blagaj imao je tvrđavu i podgrađe. U njemu dokumenti spominju crkvu sv. Grgura iz 1334. godine.